# Sérgio Teixeira de Macedo
Sérgio Teixeira de Macedo (Rio de Janeiro, setembro de 1809 — Londres, 11 de novembro de 1867) foi um diplomata e político brasileiro. Foi presidente da província de Pernambuco por alguns meses entre 1856 e 1857.